# Alex Fiva
Alex Fiva (ur. 29 stycznia 1986 w Davos) – szwajcarski narciarz dowolny, specjalizujący się w konkurencji skicross. W 2014 roku wystartował na igrzyskach olimpijskich w Soczi, gdzie zajął 31. miejsce w skicrossie. Na rozgrywanych cztery lata później igrzyskach w Pjongczangu był dziewiąty. Był też między innymi jedenasty podczas mistrzostw świata w Voss w 2013 roku. W Pucharze Świata zadebiutował 9 marca 2008 roku w Meiringen, gdzie zajął 29. miejsce. Tym samym już w swoim debiucie wywalczył pierwsze pucharowe punkty. Na podium zawodów tego cyklu po raz pierwszy stanął 19 grudnia 2010 roku w Innichen, gdzie ukończył rywalizację na drugiej pozycji. W zawodach tych rozdzielił Australijczyka Scotta Knellera i Johna Tellera z USA. Najlepsze wyniki osiągnął w sezonie 2012/2013, kiedy to zajął trzecie miejsce w klasyfikacji generalnej, a w klasyfikacji skicrossu wywalczył Małą Kryształową Kulę. Ponadto w sezonach 2011/2012 i 2016/2017 zajmował trzecie miejsce w klasyfikacji skirossu. Na mistrzostwach świata w Solitude w 2019 roku zajął czwartą pozycję. Dwa lata później, podczas mistrzostw świata w Idre Fjäll okazał się najlepszy, zdobywając tym samym złoty medal.

## Osiągnięcia

### Igrzyska olimpijskie
| Miejsce | Dzień     | Rok  | Miejscowość | Konkurencja | Zwycięzca             |
| ------- | --------- | ---- | ----------- | ----------- | --------------------- |
| 31.     | 20 lutego | 2014 | Soczi       | Skicross    | Jean Frédéric Chapuis |
| 9.      | 21 lutego | 2018 | Pjongczang  | Skicross    | Brady Leman           |
| 2.      | 18 lutego | 2022 | Pekin       | Skicross    | Ryan Regez            |

### Mistrzostwa świata
| Miejsce | Dzień       | Rok  | Miejscowość   | Konkurencja        | Zwycięzca             |
| ------- | ----------- | ---- | ------------- | ------------------ | --------------------- |
| 25.     | 4 lutego    | 2011 | Deer Valley   | Skicross           | Christopher Del Bosco |
| 11.     | 10 marca    | 2013 | Voss          | Skicross           | Jean Frédéric Chapuis |
| 28.     | 25 stycznia | 2015 | Kreischberg   | Skicross           | Filip Flisar          |
| 21.     | 18 marca    | 2017 | Sierra Nevada | Skicross           | Victor Öhling Norberg |
| 4.      | 2 lutego    | 2019 | Solitude      | Skicross           | François Place        |
| 1.      | 13 lutego   | 2021 | Idre Fjäll    | Skicross           | –                     |
| 10.     | 21 marca    | 2025 | Engadyna      | Skicross           | Ryan Regez            |
| 8.      | 22 marca    | 2025 | Engadyna      | Skicross drużynowy | Szwajcaria            |

### Puchar Świata

#### Miejsca w klasyfikacji generalnej
- sezon 2007/2008: 204.
- sezon 2009/2010: 125.
- sezon 2010/2011: 46.
- sezon 2011/2012: 8.
- sezon 2012/2013: 3.
- sezon 2013/2014: 25.
- sezon 2014/2015: 49.
- sezon 2015/2016: 40.
- sezon 2016/2017: 15.
- sezon 2017/2018: 20.
- sezon 2018/2019: 13.
- sezon 2019/2020: 68.

Od sezonu 2020/2021 klasyfikacja skicrossu zastąpiła klasyfikację generalną.
- sezon 2020/2021: 16.
- sezon 2021/2022: 10.
- sezon 2022/2023: 46.
- sezon 2023/2024: 3.
- sezon 2024/2025: 5.

#### Zwycięstwa w zawodach
1. St. Johann in Tirol – 7 stycznia 2012 (skicross)
2. Les Contamines – 15 stycznia 2012 (skicross)
3. Innichen – 23 grudnia 2012 (skicross)
4. Contamines-Montjoie – 12 stycznia 2013 (skicross)
5. Åre – 16 marca 2013 (skicross)
6. Kreischberg – 25 stycznia 2014 (skicross)
7. Arosa – 7 marca 2014 (skicross)
8. Val Thorens – 10 grudnia 2016 (skicross)
9. Watles – 15 stycznia 2017 (skicross)
10. Idre – 11 lutego 2017 (skicross)
11. Idre – 13 stycznia 2018 (skicross)
12. Idre – 19 stycznia 2019 (skicross)
13. Val Thorens – 12 grudnia 2021 (skicross)
14. Val Thorens – 13 grudnia 2024 (skicross)

#### Pozostałe miejsca na podium w zawodach
1. Innichen – 19 grudnia 2010 (skicross) – 2. miejsce
2. Innichen – 18 grudnia 2011 (skicross) – 3. miejsce
3. Nakiska – 8 grudnia 2012 (skicross) – 2. miejsce
4. Innichen – 21 grudnia 2013 (skicross) – 2. miejsce
5. Åre – 15 lutego 2015 (skicross) – 2. miejsce
6. Watles – 17 stycznia 2016 (skicross) – 2. miejsce
7. Innichen – 21 grudnia 2016 (skicross) – 3. miejsce
8. Feldberg – 4 lutego 2017 (skicross) – 3. miejsce
9. Feldberg – 5 lutego 2017 (skicross) – 3. miejsce
10. Innichen – 22 grudnia 2017 (skicross) – 3. miejsce
11. Idre – 14 stycznia 2018 (skicross) – 2. miejsce
12. Arosa – 17 grudnia 2018 (skicross) – 3. miejsce
13. Sołniecznaja dolina – 24 lutego 2019 (skicross) – 2. miejsce
14. Arosa – 17 grudnia 2019 (skicross) – 3. miejsce
15. Arosa – 15 grudnia 2020 (skicross) – 2. miejsce
16. Reiteralm – 13 marca 2022 (skicross) – 3. miejsce
17. Nakiska – 20 stycznia 2024 (skicross) – 3. miejsce
18. Sankt Moritz – 28 stycznia 2024 (skicross) – 2. miejsce
19. Alleghe – 2 lutego 2024 (skicross) – 2. miejsce
20. Bakuriani – 10 lutego 2024 (skicross) – 3. miejsce
21. Veysonnaz – 16 marca 2024 (skicross) – 2. miejsce
22. Innichen – 21 grudnia 2024 (skicross) – 2. miejsce
23. Val di Fassa – 8 lutego 2024 (skicross) – 2. miejsce